# Lithosiini
Tribu
Les Lithosiini sont une tribu de lépidoptères (papillons) de la famille des Erebidae et de la sous-famille des Arctiinae. 
On peut en rencontrer en France environ 25 espèces.

## Morphologie
Les représentants de cette tribu sont plus fluets que ceux de la tribu des Arctiini.

## Systématique
Jusque dans les années 2000, ce taxon était une sous-famille, appelée Lithosiinae, classée dans l'ancienne famille des Arctiidae. Lorsque les Arctiidae ont été rétrogradés au rang de sous-famille (Arctiinae), leurs anciennes sous-familles (Arctiinae, Lithosiinae, Syntominae) sont devenues des tribus (Arctiini, Lithosiini, Syntomini) au sein des nouveaux Arctiinae.

## Genres présents en Europe
- Apaidia Hampson, 1900
- Atolmis Hübner, 1819
- Cybosia Hübner, 1819
- Eilema Hübner, 1819
- Lithosia Fabricius, 1798
- Miltochrista Hübner, 1819
- Nudaria Haworth, 1809
- Paidia Hübner, 1819
- Pelosia Hübner, 1819
- Setema de Freina & Witt, 1984
- Setina Schrank, 1802
- Thumatha Walker, 1866

## Genres présents en Asie
- Ovipennis Hampson, 1900

## Genres présents en Amérique du Nord
- Acsala Benjamin, 1935
- Afrida Möschler, 1886
- Clemensia Packard, 1864
- Lycomorpha Harris, 1839

## Genres présents en Océanie
- Anestia Meyrick, 1886
- Asura Walker, 1854
- Calamidia Butler, 1877
- Castulo Walker, 1854
- Halone Walker, 1854
- Hectobrocha Meyrick, 1886
- Palaeosia Hampson, 1900
- Philenora Rosenstock, 1885
- Scoliacma Meyrick, 1886
- Termessa Newman, 1856
- Thallarcha Meyrick, 1886
- Threnosia Hampson, 1900